# Dinamarca en el Festival de la Canción de Eurovisión 2021
Dinamarca participó en el LXV Festival de la Canción de Eurovisión, celebrado en Róterdam, Países Bajos del 18 al 22 de mayo del 2021, tras la victoria de Duncan Laurence con la canción «Arcade». Dinamarca decidió mantener el sistema de elección tradicional, con el cual la Danmarks Radio (DR) realiza el Dansk Melodi Grand Prix para seleccionar al representante del país dentro del festival de Eurovisión. El festival celebrado el 6 de marzo de 2021, dio como ganador al dueto Fyr og Flamme, y la canción «Øve os på hinanden», compuesta por uno de los integrantes del grupo, Laurits Emanuel. El tema se convirtió en la primera canción íntegramente en danés en participar en el festival desde la eliminación de la restricción del idioma en 1999. 
Fyr og Flamme finalizó en 11° lugar de la semifinal 2 con 89 puntos, con solo 9 puntos del jurado profesional y 80 del televoto.

## Historia de Dinamarca en el Festival
Dinamarca es considerado uno de los países «clásicos» del festival, debutando en 1957. Dinamarca desde entonces, ha participado en 48 ocasiones en el festival, siendo uno de los países que más veces ha participado en el concurso. Se ha clasificado en 26 ocasiones dentro de los mejores 10 del concurso, logrando vencer en tres ocasiones el festival: la primera historia en 1963 con Grethe y Jørgen Ingmann con la canción «Dansevise». La segunda vez sucedió en el 2000 con el dúo Olsen Brothers y la canción «Fly on the wings of love». La última vez ocurrió en 2013, con la canción «Only teardrops» de Emmelie de Forest.
Los representantes para la edición cancelada de 2020 fueron los ganadores del tradicional Dansk Melodi Grand Prix, Ben & Tan con la canción «Yes». En 2019, la ganadora del DMGP, Leonora, terminó en 12.ª posición con 120 puntos en la gran final, con el tema «Love is forever».

## Representante para Eurovisión

### Dansk Melodi Grand Prix 2021
Dinamarca confirmó su participación en el Festival de Eurovisión 2021 el 3 de abril de 2020, con el anuncio de una nueva final nacional. El periodo de recepción de las canciones fue entre el 29 de octubre y el 20 de noviembre de 2020. El 10 de febrero de 2021 se anunciaron las 8 canciones participantes en los programas de radio P3 Buffeten, Formiddag på 4’eren y P4 Play. La competencia consistió en una sola final con 2 fases de votación: la primera, en la que se presentaban las 8 candidaturas y se someterían a votación 100% del público. Las 3 canciones más votadas avanzaban a la Súperfinal. En la Súperfinal los 3 participantes se volverían a someter en una ronda de votación del 100% del público. En esta ronda, el mayor votado se declaraba ganador del festival y representante de Dinamarca en Eurovisión.

#### Candidaturas
| Artista                      | Canción (Traducción)                                     | Idioma | Compositor(es)                                                                                        |
| ---------------------------- | -------------------------------------------------------- | ------ | --- |
| Chief 1 & Thomas Buttenschøn | «Højt over skyerne» («Muy por encima de las nubes»)      | Danés  | Chief 1, Thomas Buttenschøn, Nermin Harambasic                                                        |
| Claudia Campagnol            | «Abracadabra»                                            | Inglés | Melanie Wehbe, Emil Lei, Louis Jarto                                                                  |
| Emma Nicoline                | «Står lige her» («Se encuentra aquí»)                    | Danés  | Jeppe Pilgaard, Jacob Jørgensen, Emma Nicoline Winther Nielsen, Adam Kalwa, Patricia Namakula Mbabazi |
| Fyr og Flamme                | «Øve os på hinanden» («Practiquemos el uno con el otro») | Danés  | Laurits Emanuel                                                                                       |
| Jean Michel                  | «Beautiful» («Hermoso»)                                  | Inglés | Clara Sofie Fabricius, Johannes Nymark, Jesper Hjersing Sidelmann, Andreas Jensen                     |
| Mike Tramp                   | «Everything Is Alright» («Todo está bien»)               | Inglés | Mike Tramp                                                                                            |
| Nanna Olivia                 | «Hvileløse hjerter» («Corazones inquietos»)              | Danés  | Anna David, Nicolai Levring, Casper Sørensen                                                          |
| The Cosmic Twins             | «Silver Bullet» («Bala plateada»)                        | Inglés | Lise Cabble, Gisli Gislason, Rasmus Duelund, August Emil                                              |

#### Final
La final tuvo lugar en los estudios de Danmarks Radio el 6 de marzo de 2021, siendo presentado por Tina Müller y Martin Brygmann.
| N.º | Artista                      | Canción                 | Resultado   |
| --- | ---------------------------- | ----------------------- | ----------- |
| 1   | Chief 1 & Thomas Buttenschøn | «Højt over skyerne»     | Clasificado |
| 2   | Nanna Olivia                 | «Hvileløse hjerter»     | Eliminado   |
| 3   | The Cosmic Twins             | «Silver Bullet»         | Eliminado   |
| 4   | Claudia Campagnol            | «Abracadabra»           | Eliminado   |
| 5   | Mike Tramp                   | «Everything Is Alright» | Eliminado   |
| 6   | Fyr og Flamme                | «Øve os på hinanden»    | Clasificado |
| 7   | Emma Nicoline                | «Står lige her»         | Eliminado   |
| 8   | Jean Michel                  | «Beautiful»             | Clasificado |

#### Súperfinal
| N.º | Artista                      | Canción              | Lugar | Televoto |
| --- | ---------------------------- | -------------------- | ----- | -------- |
| 1   | Fyr og Flamme                | «Øve os på hinanden» | 1     | 37%      |
| 2   | Chief 1 & Thomas Buttenschøn | «Højt over skyerne»  | 3     | 29%      |
| 3   | Jean Michel                  | «Beautiful»          | 2     | 34%      |

## En Eurovisión
De acuerdo a las reglas del festival, todos los concursantes inician desde las semifinales, a excepción del anfitrión (en este caso, Países Bajos) y el Big Five compuesto por Alemania, España, Francia, Italia y Reino Unido. La producción del festival decidió respetar el sorteo ya realizado para la edición cancelada de 2020 por lo que se determinó que el país, tendría que participar en la segunda semifinal. En este mismo sorteo, se determinó que participaría en la segunda mitad de la semifinal (posiciones 10-17). Semanas después, ya conocidos los artistas y sus respectivas canciones participantes, la producción del programa dio a conocer el orden de actuación, determinando que Dinamarca participara en la decimoséptima y última posición, precedida por Suiza.
Los comentarios para Dinamarca corrieron por parte de Henrik Milling y Nicolai Molbech mientras que el portavoz del jurado profesional danés fue Tina Müller.

### Semifinal 2
Fyr og Flamme tomaron parte de los primeros ensayos los días 11 y 14 de mayo, así como de los ensayos generales con vestuario de la segunda semifinal los días 19 y 20 de mayo. El ensayo general de la tarde del 19 fue tomado en cuenta por los jurados profesionales para emitir sus votos, que representan el 50% de los puntos. Dinamarca se presentó en la posición 17, por delante de Suiza. La actuación danesa se mantuvo fiel a la realizada en el Dansk Melodi Grand Prix, con los integrantes de Fyr og Flamme vistiendo atuendos en tonos plateados y morados en una estética ochentera, con el vocalista Jesper Groth interpretando la canción sobre una plataforma circular mientras Laurits Emanuel le hacía los coros y tocaba el bajo en otra plataforma circular. En los fondos se proyectaban diversas figuras y proyecciones en tonos rosas, amarillos y azules en tonos neón, manteniendo la estética de los 80's de la presentación, siendo bastante similares a los ya mostrados en su presentación en el DMGP.
Al final del show, Dinamarca no fue anunciada como uno de los países clasificados para la gran final. Los resultados revelados una vez terminado el festival, posicionaron a Dinamarca en el 11° lugar con 89 puntos, habiéndose colocado en el 15° lugar en la votación del jurado profesional con 9 puntos y en 7.ª posición del televoto con 80 puntos.

### Votación

#### Puntuación otorgada a Dinamarca

##### Semifinal 2
| Jurado     | Jurado                                   | Jurado                                 | Jurado             | Jurado                 |
| 12 puntos  | 10 puntos                                | 8 puntos                               | 7 puntos           | 6 puntos               |
| ---------- | ---------------------------------------- | -------------------------------------- | ------------------ | ---------------------- |
|            |                                          |                                        |                    |                        |
| 5 puntos   | 4 puntos                                 | 3 puntos                               | 2 puntos           | 1 punto                |
|            | - Austria                                | - República Checa                      |                    | - Finlandia - Islandia |
| Televoto   |                                          |                                        |                    |                        |
| 12 puntos  | 10 puntos                                | 8 puntos                               | 7 puntos           | 6 puntos               |
| - Islandia |                                          | - Estonia - Finlandia                  |                    | - Polonia              |
| 5 puntos   | 4 puntos                                 | 3 puntos                               | 2 puntos           | 1 punto                |
|            | - Francia - Georgia - Letonia - Portugal | - Austria - Bulgaria - República Checa | - Albania - Serbia | - Dinamarca            |

#### Puntuación otorgada por Dinamarca
| Puntos    | Jurado     | Televoto   |
| --------- | ---------- | ---------- |
| 12 puntos | Suiza      | Islandia   |
| 10 puntos | Albania    | Finlandia  |
| 8 puntos  | Islandia   | Portugal   |
| 7 puntos  | Finlandia  | Suiza      |
| 6 puntos  | Bulgaria   | Estonia    |
| 5 puntos  | San Marino | Bulgaria   |
| 4 puntos  | Portugal   | Austria    |
| 3 puntos  | Austria    | Grecia     |
| 2 puntos  | Grecia     | San Marino |
| 1 punto   | Polonia    | Georgia    |

| Puntos    | Jurado     | Televoto  |
| --------- | ---------- | --------- |
| 12 puntos | Suiza      | Islandia  |
| 10 puntos | Islandia   | Suecia    |
| 8 puntos  | Finlandia  | Noruega   |
| 7 puntos  | Albania    | Finlandia |
| 6 puntos  | Bulgaria   | Suiza     |
| 5 puntos  | San Marino | Italia    |
| 4 puntos  | Malta      | Lituania  |
| 3 puntos  | Noruega    | Francia   |
| 2 puntos  | Suecia     | Malta     |
| 1 punto   | Israel     | Ucrania   |

##### Desglose
El jurado danés estuvo compuesto por:
- Julie Aagaard (Kill J)
- Tanne Amanda Balcells
- Lise Cabble
- Peter Düring
- Jonas Schroeder

| Semifinal 2 | Semifinal 2     | Semifinal 2                | Semifinal 2                | Semifinal 2                | Semifinal 2                | Semifinal 2                | Semifinal 2                | Semifinal 2                | Semifinal 2                | Semifinal 2                |
| N.º         | País            | Jurado                     | Jurado                     | Jurado                     | Jurado                     | Jurado                     | Jurado                     | Jurado                     | Televoto                   | Televoto                   |
| N.º         | País            | Jurado A                   | Jurado B                   | Jurado C                   | Jurado D                   | Jurado E                   | Ranking                    | Puntos                     | Ranking                    | Puntos                     |
| ----------- | --------------- | -------------------------- | -------------------------- | -------------------------- | -------------------------- | -------------------------- | -------------------------- | -------------------------- | -------------------------- | -------------------------- |
| 01          | San Marino      | 2                          | 7                          | 5                          | 11                         | 4                          | 6                          | 5                          | 9                          | 2                          |
| 02          | Estonia         | 11                         | 11                         | 13                         | 9                          | 12                         | 14                         |                            | 5                          | 6                          |
| 03          | República Checa | 13                         | 13                         | 6                          | 8                          | 8                          | 11                         |                            | 16                         |                            |
| 04          | Grecia          | 14                         | 12                         | 3                          | 12                         | 9                          | 9                          | 2                          | 8                          | 3                          |
| 05          | Austria         | 3                          | 6                          | 16                         | 7                          | 13                         | 8                          | 3                          | 7                          | 4                          |
| 06          | Polonia         | 12                         | 10                         | 7                          | 14                         | 5                          | 10                         | 1                          | 12                         |                            |
| 07          | Moldavia        | 15                         | 14                         | 12                         | 5                          | 10                         | 12                         |                            | 13                         |                            |
| 08          | Islandia        | 5                          | 2                          | 2                          | 10                         | 6                          | 3                          | 8                          | 1                          | 12                         |
| 09          | Serbia          | 8                          | 9                          | 8                          | 15                         | 14                         | 13                         |                            | 11                         |                            |
| 10          | Georgia         | 16                         | 16                         | 14                         | 6                          | 16                         | 15                         |                            | 10                         | 1                          |
| 11          | Albania         | 1                          | 8                          | 4                          | 13                         | 2                          | 2                          | 10                         | 14                         |                            |
| 12          | Portugal        | 7                          | 3                          | 11                         | 4                          | 15                         | 7                          | 4                          | 3                          | 8                          |
| 13          | Bulgaria        | 10                         | 5                          | 10                         | 2                          | 3                          | 5                          | 6                          | 6                          | 5                          |
| 14          | Finlandia       | 4                          | 4                          | 9                          | 3                          | 7                          | 4                          | 7                          | 2                          | 10                         |
| 15          | Letonia         | 9                          | 15                         | 15                         | 16                         | 11                         | 16                         |                            | 15                         |                            |
| 16          | Suiza           | 6                          | 1                          | 1                          | 1                          | 1                          | 1                          | 12                         | 4                          | 7                          |
| 17          | Dinamarca       | -------------------------- | -------------------------- | -------------------------- | -------------------------- | -------------------------- | -------------------------- | -------------------------- | -------------------------- | -------------------------- |

| Final | Final        | Final    | Final    | Final    | Final    | Final    | Final   | Final  | Final    | Final    |
| N.º   | País         | Jurado   | Jurado   | Jurado   | Jurado   | Jurado   | Jurado  | Jurado | Televoto | Televoto |
| N.º   | País         | Jurado A | Jurado B | Jurado C | Jurado D | Jurado E | Ranking | Puntos | Ranking  | Puntos   |
| ----- | ------------ | -------- | -------- | -------- | -------- | -------- | ------- | ------ | -------- | -------- |
| 01    | Chipre       | 7        | 10       | 7        | 13       | 12       | 13      |        | 13       |          |
| 02    | Albania      | 1        | 16       | 11       | 21       | 2        | 4       | 7      | 25       |          |
| 03    | Israel       | 20       | 18       | 2        | 9        | 25       | 10      | 1      | 21       |          |
| 04    | Bélgica      | 24       | 17       | 21       | 19       | 9        | 23      |        | 16       |          |
| 05    | Rusia        | 17       | 4        | 22       | 25       | 26       | 17      |        | 12       |          |
| 06    | Malta        | 15       | 3        | 5        | 16       | 14       | 7       | 4      | 9        | 2        |
| 07    | Portugal     | 14       | 8        | 18       | 7        | 24       | 16      |        | 11       |          |
| 08    | Serbia       | 9        | 22       | 16       | 24       | 18       | 22      |        | 23       |          |
| 09    | Reino Unido  | 19       | 12       | 25       | 11       | 15       | 21      |        | 22       |          |
| 10    | Grecia       | 18       | 21       | 3        | 20       | 8        | 14      |        | 15       |          |
| 11    | Suiza        | 5        | 1        | 1        | 4        | 1        | 1       | 12     | 5        | 6        |
| 12    | Islandia     | 3        | 2        | 4        | 8        | 11       | 2       | 10     | 1        | 12       |
| 13    | España       | 22       | 11       | 10       | 23       | 5        | 15      |        | 26       |          |
| 14    | Moldavia     | 11       | 26       | 15       | 10       | 13       | 19      |        | 24       |          |
| 15    | Alemania     | 13       | 25       | 26       | 26       | 22       | 26      |        | 14       |          |
| 16    | Finlandia    | 8        | 5        | 14       | 3        | 4        | 3       | 8      | 4        | 7        |
| 17    | Bulgaria     | 16       | 9        | 20       | 2        | 3        | 5       | 6      | 18       |          |
| 18    | Lituania     | 21       | 19       | 13       | 18       | 16       | 25      |        | 7        | 4        |
| 19    | Ucrania      | 26       | 24       | 17       | 1        | 19       | 11      |        | 10       | 1        |
| 20    | Francia      | 10       | 7        | 19       | 14       | 23       | 18      |        | 8        | 3        |
| 21    | Azerbaiyán   | 12       | 23       | 9        | 12       | 21       | 20      |        | 17       |          |
| 22    | Noruega      | 25       | 20       | 6        | 5        | 7        | 8       | 3      | 3        | 8        |
| 23    | Países Bajos | 4        | 6        | 24       | 15       | 17       | 12      |        | 19       |          |
| 24    | Italia       | 23       | 14       | 23       | 22       | 10       | 24      |        | 6        | 5        |
| 25    | Suecia       | 6        | 15       | 8        | 6        | 20       | 9       | 2      | 2        | 10       |
| 26    | San Marino   | 2        | 13       | 12       | 17       | 6        | 6       | 5      | 20       |          |